# Ристеска, Христина
Христина Ристеска (макед. Христина Ристеска; род. 21 декабря 1991, Прилеп) — северомакедонская легкоатлетка, специалистка по бегу на короткие дистанции. Выступала за сборную Республики Македонии по лёгкой атлетике в 2010—2015 годах, многократная победительница и призёрка первенств национального значения, участница ряда крупных международных турниров, в том числе летних Олимпийских игр в Лондоне.

## Биография
Христина Ристеска родилась 21 декабря 1991 года в городе Прилеп, ныне Северная Македония.
Впервые заявила о себе в лёгкой атлетике на международном уровне в сезоне 2010 года, когда вошла в состав македонской национальной сборной и выступила в беге на 400 метров на юниорском мировом первенстве в Монктоне.
Выполнив олимпийский квалификационный норматив, благополучно прошла отбор на летние Олимпийские игры 2012 года в Лондоне — на предварительном квалификационном этапе дистанции 400 метров показала результат 1:00,86 и в следующую стадию соревнований не вышла.
После лондонской Олимпиады Ристеска осталась в составе легкоатлетической команды Республики Македонии на ещё один олимпийский цикл и продолжила принимать участие в крупнейших международных турнирах. Так, в 2013 году в беге на 400 метров она стартовала на молодёжном европейском первенстве в Тампере.
В 2014 году бежала 400 метров на чемпионате Европы в Цюрихе, с результатом 57,47 остановилась на предварительном квалификационном этапе.
В 2015 году в дисциплине 400 метров отметилась выступлением на чемпионате Европы в помещении в Праге, где так же была далека от попадания в число призёров. Позже в этом сезоне провалила допинг-тест — в её пробе обнаружили следы анаболических стероидов станозолола, метандиенона и норандростерона. В итоге спортсменку дисквалифицировали сроком на четыре года, и с тех пор она больше не выступала на международной арене.